# Gerdocypris muelleri
Gerdocypris muelleri is een mosselkreeftjessoort uit de familie van de Candonidae. De wetenschappelijke naam van de soort is voor het eerst geldig gepubliceerd in 1983 door McKenzie.